# Ocozocoautla de Espinosa
Ocozocoautla de Espinosa é um município do estado do Chiapas, no México. A população do município calculada no censo 2005 era de 72.426 habitantes.